# Alyxia insularis
Alyxia insularis är en oleanderväxtart som beskrevs av Ryozo Kanehira och Sasaki. Alyxia insularis ingår i släktet Alyxia och familjen oleanderväxter. Inga underarter finns listade i Catalogue of Life.